# Teksaški rendžeri (2001.)
Teksaški rendžeri (Texas rangers) je američki western film iz 2001. godine. Redatelj mu je bio Steve Miner a radnja filma govori o ponovnom osnutku poluvojne policijske postrojbe u poslijeratnom Teksasu.

## Sadržaj
Teksas, 1875. godine. Deset godina po završetku američkog građanskog rata bezakonje vlada duž američko-meksičke granice. Teksaški rendžeri, koji su do rata branili red i mir, razišli su se 1861. kako bi se borili na strani Konfederacije. Guverner Teksasa zamoli Leandera McNellyja (Dylan McDermott) da okupi skupinu dobrovoljaca rendžera kako bi suzbio kriminal. Većina novih rendžera su mladi ljudi, uglavnom siročad (James Van Der Beek, Ashton Kutcher) i šačica ratnih veterana (Robert Patrick, Randy Travis). Njihova je glavna meta razbojnik King Fisher (Alfred Molina), koji krade stoku, pali farme, siluje, pljačka i krši zakon na sve moguće načine.

## Uloge
- James Van Der Beek - Lincoln Rogers Dunnison
- Rachael Leigh Cook - Caroline Dukes
- Ashton Kutcher - George Durham
- Dylan McDermott - Leander McNelly
- Usher Raymond - Randolph Douglas Scipio
- Tom Skerritt - Richard Dukes
- Alfred Molina - John King Fisher
- Robert Patrick - Sgt. John Armstrong
- Oded Fehr - Anton Marsale
- Jon Abrahams - Berry Smith
- Leonor Varela - Perdita